# CIS ETR 610
De Pendolino, FS ETR 610 / SBB RABe 503, ook wel ElettroTreno Rapido Cisalpino Due of New Pendolino genoemd, is een zevendelig elektrisch treinstel, bestemd voor het langeafstandspersonenvervoer tussen Zwitserland en Noord-Italië van de voormalige Zwitserse spoorwegonderneming Cisalpino (CIS).
Schweizerische Bundesbahnen (SBB) en de Trenitalia (TI), bedrijfsonderdeel van Ferrovie dello Stato (FS) hebben in 2009 ieder zeven treinen overgenomen.

## Geschiedenis
De hogesnelheidtreinen werden door FIAT Ferroviaria ontwikkeld en gebouwd. Het ontwerp stamt van Giorgetto Giugiaro. In 2000/2002 werd deze fabriek overgenomen door Alstom.
Het treinstel werd in juni 2005 als een schaal 1:1-model gepresenteerd. De eerste treinen werden als ETR 600 in 2008 door Alstom aan het Italiaanse Ferrovie dello Stato afgeleverd.
Door de ontbinding van Cisalpino per 13 december 2009 gingen 7 treinen over naar Ferrovie dello Stato en gingen 7 treinen over naar Schweizerische Bundesbahnen. Halverwege 2010 zouden de resterende 4 treinen worden afgeleverd.
Op 15 februari 2011 botste SBB-treinstel 610 007 tijdens een testrit in het station van Trier op een stootblok en ontspoorde hierdoor.
Sinds 8 december 2011 zet de Ferrovie dello Stato deze treinstellen alleen nog op trajecten binnen Italië in.
Op 2 augustus 2012 werd bekend dat SBB een bestelling geplaatst voor de bouw van 8 treinstellen met een levering in 2014. Deze treinstellen worden op de Gotthardbahn voor de opening van de Wereldtentoonstelling van 2015 te Milaan ingezet. In 2018 verhuizen deze treinstellen naar de volgende trajecten:
- Bazel - Bern - Brig - Simplon - Milaan
- Genève - Lausanne - Brig - Simplon - Milaan

Op 3 juni 2014 werd het eerste treinstel van de tweede serie van acht treinstellen bij Alstom in Savigliano aan SBB afgeleverd.
Op 30 januari 2015 werd bekend dat SBB een derde serie van vier treinstellen bij Alstom in Savigliano heeft besteld.

## Constructie en techniek
Het treinstel is opgebouwd uit een aluminium frame met luchtgeveerde draaistellen. Het treinstel is uitgerust met kantelbaktechniek. Door deze installatie is het mogelijk dat het rijtuig ongeveer 8° gaat kantelen; daardoor is meer comfort in de bochten merkbaar.

### Nummers
Bij de ontbinding van Cisalpino waren nog niet alle treinen afgeleverd.
| Lijst van de ETR 610 / RABe 503 |                             |      |                          |                  |
| Nummer                          | Eigenaar                    | Naam | UIC nummer               | Opmerkingen      |
| 610.001                         | Ferrovie dello Stato        |      |                          |                  |
| 610.002                         | Ferrovie dello Stato        |      |                          |                  |
| 610.003                         | Ferrovie dello Stato        |      | 93 83 5 610 103-1 I-TI   |                  |
| 610.004                         | Ferrovie dello Stato        |      | 93 83 5 610 104-9 I-TI   |                  |
| 610.005                         | Schweizerische Bundesbahnen |      |                          |                  |
| 610.006                         | Schweizerische Bundesbahnen |      | 93 85 5 610 106-2 CH-SBB | in SBB huisstijl |
| 610.007                         | Schweizerische Bundesbahnen |      |                          |                  |
| 610.008                         | Ferrovie dello Stato        |      | 93 83 5 610 108-0 I-TI   | in FS huisstijl  |
| 610.009                         | Schweizerische Bundesbahnen |      | 93 85 5 610 109-6 CH-SBB |                  |
| 610.010                         | Schweizerische Bundesbahnen |      | 93 85 5 610 110-4 CH-SBB |                  |
| 610.011                         | Ferrovie dello Stato        |      |                          |                  |
| 610.012                         | Ferrovie dello Stato        |      | 93 83 5 610 112-2 I-TI   |                  |
| 610.013                         | Schweizerische Bundesbahnen |      | 93 85 5 610 113-8 CH-SBB |                  |
| 610.014                         | Schweizerische Bundesbahnen |      | 93 85 5 610 114-6 CH-SBB | in SBB huisstijl |

Het treinstel 610 006 is als volgt onderverdeeld:
- 1. ETR 93 85 5 610 106-2 CH-SBB
- 2. ETR 93 85 5 610 206-0 CH-SBB
- 3. ETR 93 85 5 610 306-8 CH-SBB
- 4. ETR 93 85 5 610 406-6 CH-SBB
- 5. ETR 93 85 5 610 506-3 CH-SBB
- 6. ETR 93 85 5 610 606-1 CH-SBB
- 7. ETR 93 85 5 610 706-9 CH-SBB

## Treindiensten bij Cisalpino

### Cisalpino
Deze treinstellen werden sinds juli 2009 op de volgende treindiensten ingezet;
- CIS 35: Genève - Milaan
- CIS 40: Milaan - Genève

### SBB
De treinstellen worden door de Schweizerische Bundesbahnen sinds 13 december 2009 ingezet op de volgende trajecten:
- CIS 35: Genève - Milaan
- CIS 40: Milaan - Genève

### Ferrovie dello Stato
De treinstellen werden door de Ferrovie dello Stato tussen 2009 en 2012 ingezet op de volgende trajecten:
- CIS 35: Genève - Milaan
- CIS 40: Milaan - Genève

De treinstellen van Ferrovie dello Stato worden sinds 2012 uitsluitend op het Italiaans net ingezet.

## Treindiensten bij SBB
Sinds de dienstregeling van 2025 wordt de ETR610/RABe 503 van de SBB op de volgende routes ingezet:
EC Geneve Aeroport - Brig - Milano Centrale
EC Milano Centrale - Domodossola - Brig - Bern - Basel SBB
EC/ECE Zürich HB - St. Gallen - Lindau - München Hbf

## Foto's

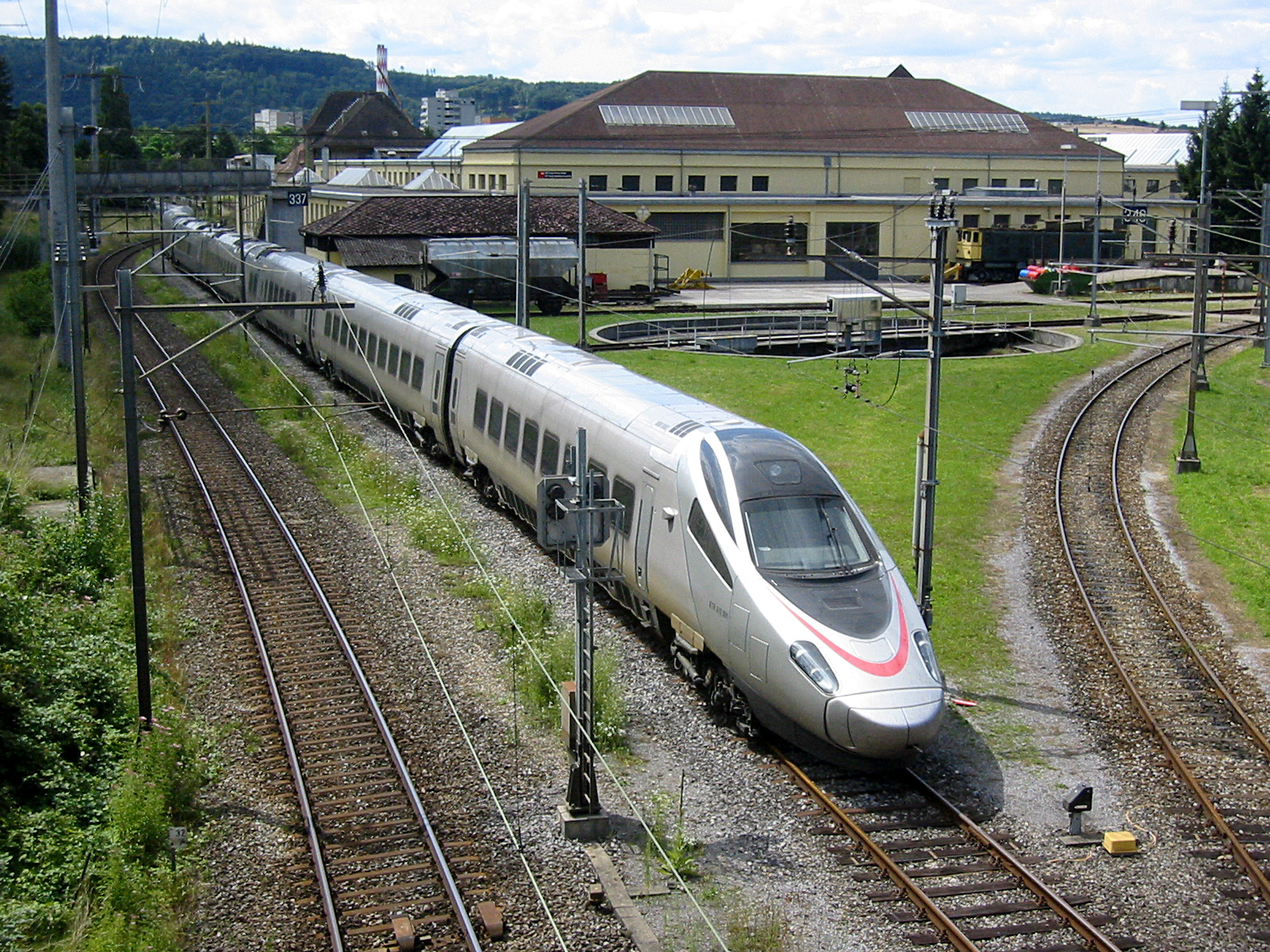
CIS ETR 610.001 op 21 juli 2008 bij SBB depot Biel/Bienne (CH)